# Minichronique
Minichronique est une série télévisée humoristique française, initialement diffusée sur TF1 pendant les vacances de Noël, durant ce que l'on n'appelait pas encore deux « saisons », noël 1976 et noël 1977.
La série était écrite par René Goscinny et présentée par lui lors d'une saynète en ouverture de chaque épisode, à la manière d'Alfred Hitchcock présente. Goscinny étant mort en novembre 1977, la seconde saison a été diffusée à titre posthume.
Cette série de sketches burlesques sur la vie quotidienne des Français moyens n'est pas sans rappeler Les Dingodossiers, ou parfois Le Petit Nicolas. 

Le personnage principal en est un certain Georges Bouchard, un Français moyen incarné par le comédien Jean-Claude Arnaud. Il est entouré de son épouse Jocelyne, née Valdecroche (Jocelyne Darche), de son directeur M. Duvallon (Yves Brainville) et de son meilleur ami Émile (Nono Zammit). Ce dernier revient régulièrement au cours de la seconde « saison » flanqué de son épouse Mathilde (Arlette Didier). On retrouve parmi les rôles secondaires des figures connues comme Jacques Monod ou Pierre Desproges.

## Fiche technique
- Réalisation : Jean-Marie Coldefy
- Scénario : René Goscinny
- Photographie : Louis Chrétien • André Villard • Jean Ruelle • Jean-Mari Bergis
- Cadre : Norbert  Perreau • Alain Revelle • Pierre Valet • André Scheller • Alain Oury
- Musique : Gérard Calvi
- Arrangements musicaux : Mickey Nicolas
- Effets sonores : Henri Gruel
- Son : Pierre Watine • Roger Rippe • Michel Giraud • Pierre Larousserie • Claude Jacquet • Albert Coste • Léonce Marty • Marc Boussard • Claude Fabre
- Mixage : Michel Commo
- Montage : Anne Belin • Jean-François Gauthier • Annie Coppens • Régine Sabre • Evangeline Calmel • Annick Chrétien • Jill Reix
- Script : Michèle Lucker • France Villon • Chantal Desange
- Assistants réalisateurs : Patrick Gandrey Réty • Catherine Saint-Martin • Serge Ménard • Xavier Guilhem • Jean-Jacques Jeudy
- Costumes : Laurence Schneider • Françoise Cousquer
- Décors : Bruno Beaugé • Philippe Picolet • Nelly Pichette • Jean-Claude Schwalberg • Jacques Phillipeau • Michel Benjamin
- Chef de production : Michel Le Lan
- Société de production : TF1

## Épisodes

### Saison 1

#### La Fable publicitaire
Diffusion : Épisode diffusé pour la première fois le 20 décembre 1976

Sujet : La vie de Monsieur Bouchard est transformée par les bienfaits des produits vantés par la publicité et il finit par accéder à la présidence de la république.

Interprétation :
Jean-Claude Arnaud (Bouchard), Jocelyne Darche (Jocelyne Bouchard), Yves Brainville (Duvallon), Muriel Cayzac (Mme Duvallon), Marc Lamole (Charles, l'ami fidèle), Jacques Plee (le directeur de cabinet), Jenny Arasse (la secrétaire), Raoul Curet (un politicien), Jean  Turlier (un politicien), Jean-Claude Narcy (lui-même)

#### Les Déjeuners d'affaires
Diffusion : Épisode diffusé pour la première fois le 21 décembre 1976

Sujet : La gourmandise peut venir à bout des meilleures résolutions. Au cours d'un déjeuner d'affaires bien arrosé dans le restaurant de la tour Montparnasse, les convives parlent de tout sauf de ce qui était censé les réunir.

Interprétation :
Jean-Claude Arnaud (Bouchard), Pierre Desproges (Bertin), Jean Winiger (Malherbes), Jacques Monod (Mouchalon), Jean Degrave (le maître d'hôtel)
Introduction :
René Goscinny fixe une date pour un déjeuner d'affaires, au téléphone.

#### La Méchanceté des choses
Diffusion : Épisode diffusé pour la première fois le 22 décembre 1976

Sujet : Monsieur Bouchard est confronté à la loi de Murphy sur la méchanceté des choses qui s'acharnent à lui compliquer la vie.

Interprétation :
Jean-Claude Arnaud (Bouchard), Jocelyne Darche (Jocelyne Bouchard), Diane Christie (l'invitée), André Gairaud (l'invité)

#### La Vie au cinéma
Diffusion : Épisode diffusé pour la première fois le 24 décembre 1976

Sujet : Si tout semble simple au cinéma, il n'en va pas de même dans la vraie vie. Les gens comme les choses semblent moins portés à coopérer avec M. Bouchard qu'avec son double cinématographique.

Interprétation :
Jean-Claude Arnaud (Bouchard), Jocelyne Darche (Jocelyne Bouchard), Rudy Lenoir (le taxi), Michel Tugot-Doris (le conducteur pressé), Sylvain Salnave (le guichetier), Roland Fortin (le réceptionniste), Jacques Lalande (le maître d'hôtel)

#### Le Ridicule
Diffusion : Épisode diffusé pour la première fois le 27 décembre 1976

Sujet : On retrouve Monsieur Bouchard dans une succession de situations où celui-ci se sent ridicule...

Interprétation :
Jean-Claude Arnaud (Bouchard), Jocelyne Darche (Jocelyne Bouchard), Yves Brainville (Duvallon), Muriel Cayzac (Mme Duvallon), Pierre Desproges (le présentateur), Bernard Bauronne, Marie-Claude Rauzier

#### L'Angoisse
Diffusion : Épisode diffusé pour la première fois le 28 décembre 1976

Sujet : Monsieur Bouchard doit se rendre en province chez un notaire. Cette perspective l'angoisse et après une nuit écourtée il se rend en gare très en avance pour être bien sûr de ne pas rater son train.

Interprétation :
Jean-Claude Arnaud (Bouchard), Jocelyne Darche (Jocelyne Bouchard), Alain Flick (le taxi), Jean Rupert (le sous-chef), André  Chaumeau (l'homme à l'accueil), Ronny Coutteure (un cheminot), Jean-Marie Bon, Georges Dupuy, Rita Malden, Raymond Backer, Vincent Hury
Commentaire :
La jeune femme que Bouchard bouscule à la maison de la presse de la gare lit l'album Obélix et compagnie.

#### Les Ennemis
Diffusion : Épisode diffusé pour la première fois le 29 décembre 1976

Sujet : Monsieur Bouchard se prend à rêver d'éliminer tous les importuns et casse-pieds anonymes qui encombrent son quotidien.

Interprétation :
Jean-Claude Arnaud (Bouchard), Jocelyne Darche (Jocelyne Bouchard), Paul Mercey (le client à la poste), Claude Legros (le serveur), Jacques Gaffuri, Anice Clément, Dominique Hulin (le gêneur au cinéma), Josiane Delettre, Jean Legall, Jacques Andrieu, Jacqueline Huet (elle-même)

#### Les Gaffes
Diffusion : Épisode diffusé pour la première fois le 30 décembre 1976

Sujet : Invité avec son épouse à dîner chez son directeur, Monsieur Bouchard, commet gaffes sur gaffes envers tous les convives.

Interprétation :
Jean-Claude Arnaud (Bouchard), Jocelyne Darche (Jocelyne Bouchard), Marcel Charvey (Lamballe, le « cocu »), Yves Brainville (Duvallon), Muriel Cayzac (Mme Duvallon), Nono Zammit (Émile), Jacques Rispal (Perron, le contrôleur des impôts)

#### Crème et châtiment
Diffusion : Épisode diffusé pour la première fois le 31 décembre 1976

Sujet : Monsieur Bouchard se lance dans un régime sévère, mais au bout des privations, le résultat sera bel et bien là...

Interprétation :
Jean-Claude Arnaud (Bouchard), Jocelyne Darche (Jocelyne Bouchard), Fernand Guiot (le médecin), Nono Zammit (Émile), Yves Brainville (Duvallon), Pierre Desproges (Bertin), Jacques Monod (Mouchalon),  Jean Degrave (le maître d'hôtel), Bruno Bauronne

#### Moments de gloire
Diffusion : Épisode diffusé pour la première fois le 1er janvier 1977

Sujet : Monsieur Bouchard peut se prendre à rêver d'une gloire inaccessible. Heureusement, comme tout un chacun, il connaît aussi quelquefois ses petits triomphes, certes plus modestes, mais plus en prise avec la vie quotidienne...

Interprétation :
Jean-Claude Arnaud (Bouchard), Jocelyne Darche (Jocelyne Bouchard), Jacques Monod (Mouchalon), Viviane Gosset (Mme Mouchalon), Yves Brainville (Duvallon), René Lefèvre-Bel (le général), Christian Van Cau (le forain) 

Introduction :
René Goscinny parle des moments de gloire nationaux devant l'hôtel des Invalides.
Commentaires :
En parlant de sa femme, Bouchard la surnomme la « mère Mac'Miche », faisant ainsi référence au roman Un bon petit diable de la comtesse de Ségur.

#### Le Célibataire
Diffusion : Épisode diffusé pour la première fois le 3 janvier 1977

Sujet : Après avoir accompagné sa femme et son fils à la gare, Monsieur Bouchard se retrouve seul pour quelques jours. Le sentiment de liberté laisse vite place au découragement face aux difficultés inhérentes à la vie de célibataire occasionnel...

Interprétation :
Jean-Claude Arnaud (Bouchard), Jocelyne Darche (Jocelyne Bouchard), Nono Zammit (Émile Poussoir), Paul  Bisciglia (l'épicier), Sébastien Floche (le serveur), Yves-Marie Maurin (un « jeune » au restaurant), Paula Moore (l’enquêtrice), Sylvain Lévignac (le mari de Lucette), Thang Long (le patron du « chinois »), Bruno Balp, Julien Thomas

#### Les Embarras
Diffusion : Épisode diffusé pour la première fois le 4 janvier 1977

Sujet : Monsieur Bouchard est confronté à diverses situations embarrassantes de la vie quotidienne.

Interprétation :
Jean-Claude Arnaud (Bouchard), Jocelyne Darche (Jocelyne Bouchard), Nono Zammit (Émile), Michel Charrel (l'agent de police), Claude Evrard (l'homme à l'imperméable), Fernand Berset (le voisin),  Philippe Mareuil (le serveur), Rachel Salik (la bonne), Maria Laborit, Jean Reney

#### Les Rêves d'enfants
Diffusion : Épisode diffusé pour la première fois le 5 janvier 1977

Sujet : Monsieur Bouchard pense à ce qu'aurait été sa vie s'il était resté fidèle à ses rêves d'enfant. Faire la fierté de ses parents, impressionner ses camarades, sa petite voisine ou son institutrice... Mais aussi se venger des fâcheux ou être dans la lumière...

Interprétation :
Jean-Claude Arnaud (Bouchard), Maud Rayer (l'institutrice de Georges), Jeanne Hardeyn (la mère de Georges), Albert Michel (le père de Georges), Jean-François Rémi (l'aviateur), Philippe Du Janerand (le pion puni), Guy Grosso (l'arbitre de boxe), André Daguenet, Blanche Reine, Camille Piton, Catherine Samie (Toinette du Malade Imaginaire), Jean-Sébastien Attié et Nicolas Attié (les enfants dans la cour).

### Saison 2

#### Attachez vos ceintures
Diffusion : Épisode diffusé pour la première fois le 19 décembre 1977

Sujet : Monsieur Bouchard fait un voyage en avion avec tous les plaisirs, les peurs et les fantasmes qui peuvent l'accompagner. À bord, l’exiguïté des sièges peut faire du repas un moment particulièrement délicat pour les maladroits...

Interprétation :
Jean-Claude Arnaud (Bouchard), Tony Roedel (le passager d'à côté), Michel Thomass (le passager aspergé), Nicole Norden (« la voix »), Carole Lecane, Jean Tolzac, Serge Lahsen, Sylvain Salnave, Annick Dufresne

#### Bruits et chuchotements
Diffusion : Épisode diffusé pour la première fois le 20 décembre 1977

Sujet : Monsieur Bouchard est exaspéré par tous les bruits, cliquetis, et autres sonneries qui l'agressent dans son quotidien. Des bruits qui empêchent de dormir, de travailler ou qui sont annonciateurs de petits malheurs...

Interprétation :
Jean-Claude Arnaud (Bouchard), Jocelyne Darche (Jocelyne Bouchard), Yves Brainville (Duvallon), Gisèle Grimm (Mme Duvallon), Van De Duong (M. Nakayama), Corinne Corson (la fille), Jacques Ardisson

#### La Croisière
Diffusion : Épisode diffusé pour la première fois le 21 décembre 1977

Sujet : Les Bouchard s'embarquent pour une croisière. Monsieur Bouchard remarque une ravissante jeune femme tandis que Madame semble avoir un faible pour l'uniforme. Le rêve vire au cauchemar quand ils font la connaissance d'un couple particulièrement envahissant, les Boulon. Dans l'univers clos du paquebot, les songes romantiques font place à des pensées plus vindicatives.

Interprétation : 
Jean-Claude Arnaud (Bouchard), Jocelyne Darche (Jocelyne Bouchard), Nono Zammit (Émile Boulon), Arlette Didier (Mathilde Boulon), Marie-Georges Pascal (la jeune femme de rêve), Jean-Noël Sissia (le second), Jean Marsan (le commandant), Mireille Delcroix (la fille de l'agence),  Jean Barney (l'homme de l'agence), Jacques Ardouin (le maître d'hôtel)

#### Statistiques
Diffusion : Épisode diffusé pour la première fois le 23 décembre 1977

Sujet : En bon Français moyen, Monsieur Bouchard illustre à la perfection les comportements de ses concitoyens vus à travers les statistiques.

Interprétation :
Jean-Claude Arnaud (Bouchard), Jocelyne Darche (Jocelyne Bouchard), Nono Zammit (Émile Boulon), Arlette Didier (Mathilde Boulon), Pierre Desproges (le prêtre), Jacques Cornet

#### Le Bricolage
Diffusion : Épisode diffusé pour la première fois le 24 décembre 1977

Sujet : Monsieur Bouchard met à l'épreuve ses talents de bricoleur, et va d'échecs en échecs. Vient l'humiliation finale quand il assiste en spectateur impuissant au triomphe de son ami Émile, appelé à la rescousse par sa femme.

Interprétation :
Jean-Claude Arnaud (Bouchard), Jocelyne Darche (Jocelyne Bouchard), Nono Zammit (Émile Boulon), Aline Mess (l'infirmière), Tony Roedel (un bricoleur), El Kebir (un bricoleur), Le Van Chung (un bricoleur)

#### Cherchez la femme
Diffusion : Épisode diffusé pour la première fois le 26 décembre 1977

Sujet : Après son mariage, Monsieur Bouchard découvre vraiment son épouse, ses petits défauts et ses manies typiquement féminines...

Interprétation :
Jean-Claude Arnaud (Bouchard), Jocelyne Darche (Jocelyne Bouchard), Arlette Didier (Mathilde), Michel Charrel (l'agent de police), Anne Libert (la vendeuse blonde), Annick Berger, Pierre Agil

#### L'Itinéraire
Diffusion : Épisode diffusé pour la première fois le 27 décembre 1977

Sujet : Une simple visite chez un ami dans sa résidence secondaire à la campagne devient une véritable expédition pour les Bouchard dépassés par les affres du trafic automobile et les problèmes d'orientation.

Interprétation :
Jean-Claude Arnaud (Bouchard), Jocelyne Darche (Jocelyne Bouchard), Nono Zammit (Émile), Louise Chevalier (la dame au feu rouge), Guy Mairesse

#### Le Bon Bol d'air
Diffusion : Épisode diffusé pour la première fois le 28 décembre 1977

Sujet : À l'occasion d'un week-end passé chez des amis les Bouchard découvrent les joies de la vie à la campagne

Interprétation :
Jean-Claude Arnaud (Bouchard), Jocelyne Darche (Jocelyne Bouchard), Nono Zammit (Émile), Arlette Didier (Mathilde), Nathalie Dalian

#### Les Petites Lâchetés
Diffusion : Épisode diffusé pour la première fois le 29 décembre 1977

Sujet : Monsieur Bouchard est confronté aux petites lâchetés qui parsèment notre vie quotidienne.

Interprétation :
Jean-Claude Arnaud (Bouchard), Jocelyne Darche (Jocelyne Bouchard), Michel Charrel (l'agent de police), Henri Lambert (l'homme costaud), Yves Brainville (Duvallon), Claude Evrard (Fouissard), Simone Duhart (la buraliste), Michel Morano (le client), Jean Péméja (le patron du bistrot), Maurice Auzel (le supporter), Christian Méry (le serveur)

#### Les Touristes
Diffusion : Épisode diffusé pour la première fois le 30 décembre 1977

Sujet : Difficultés de communication, nourriture exotique, moyens de transports surprenants et quête de souvenirs uniques pour les Bouchard, les Boulon et un autre couple d'amis en voyage. Des touristes qui abandonnent beaucoup de leur personnalité et de leur bon sens quand ils sont loin de leurs pénates.

Interprétation :
Jean-Claude Arnaud (Bouchard), Jocelyne Darche (Jocelyne Bouchard), Nono Zammit (Émile Boulon), Arlette Didier (Mathilde Boulon), Alain Faivre (l'homme du couple), Claudine Daubisy (la femme du couple), Jacques Ardouin (le marchand de souvenirs)

#### Les Cauchemars
Diffusion : Épisode diffusé pour la première fois le 31 décembre 1977

Sujet : Après une journée difficile et un repas un peu trop copieux, Monsieur Bouchard est assailli de cauchemars de toutes sortes.

Interprétation :
Jean-Claude Arnaud (Bouchard), Jocelyne Darche (Jocelyne Bouchard), Fernand Berset (le voisin), Yves Brainville (Duvallon), Jacques Rispal (Perron, le contrôleur des impôts), Michel Francini (le clapman)

#### Les Mauvaises Soirées
Diffusion : Épisode diffusé pour la première fois le 2 janvier 1978

Sujet : Il y a beaucoup de façons de gâcher la soirée d'amis qui viennent vous rendre visite pour dîner. Les Boulon sont experts en la matière. Ils sont d'ailleurs bien aidés par leur chien Fafou et leur fille Pascaline, aussi mal éduqués l'un que l'autre. Les Bouchard deviennent leurs victimes d'un soir.

Interprétation :
Jean-Claude Arnaud (Bouchard), Jocelyne Darche (Jocelyne Bouchard), Nono Zammit (Émile Boulon), Arlette Didier (Mathilde Boulon)
Introduction :
René Goscinny arrive sur le palier d'un immeuble avec un bouquet de fleurs. Il nous explique le principe des soirées ratées et reprend l'ascenseur, laissant la place aux Bouchard ; Goscinny leur passe le bouquet de fleurs.
Commentaires :
Épisode inspirée du texte intitulé Savoir-vivre écrit par Goscinny dans Interludes (1967).

#### Le Petit Cinéma
Diffusion : Épisode diffusé pour la première fois le 3 janvier 1978

Sujet : Chacun se fait son petit cinéma... Mais, dans la réalité, les choses se passent rarement comme on l'avait imaginé.

Interprétation :
Jean-Claude Arnaud (Bouchard), Jocelyne Darche (Jocelyne Bouchard), Yves Brainville (Duvallon), Fernand Berset (le voisin), Jacques Gaffuri, Serge Lahsen, Serge Thorent, Simone Duhart, Marcelle Barreau, Louise Chevallier